# Yevhen Hrebinka
Yevhen Pavlovich Hrebinka (en ucraniano, Євген Павлович Гребінка; Ubizhyshche, Imperio ruso; 2 de febrero de 1812-San Petersburgo, Imperio ruso; 15 de diciembre de 1848) fue un prosista romántico, poeta, educador y filántropo ucraniano, que escribia tanto en ucraniano como en ruso. Era hermano mayor del arquitecto Mykola Hrebinka.

## Biografía
Yevhen nació en un jútor de Ubizhyshche (actual Marjanivka), siendo hijo de un soldado retirado, Pavlo Ivanovych Hrebinka, y de la hija de un capitán cosaco de Piryatin, Nadiia Chaikovska. Recibió la educación elemental en su casa. De 1825 a 1831 estudió en el Gimnasio de Ciencias Superiores de Nizhyn. Hrebinka comenzó a escribir sus poemas mientras estaba en la escuela. En 1827 escribió su obra dramática V chuzhie sani ne sadis («No te sientes en el trineo de otros» - proverbio ruso). En 1829 comenzó a trabajar en una traducción al ucraniano de un poema de Pushkin, Poltava.
La primera obra publicada de Hrebinka fue el poema Rogdayev pir, que apareció en el almanaque ucraniano de Járkov en 1831. Ese mismo año fue reclutado por el ejército como oficial del 8.º Regimiento de Reserva Malorossiysky, acuartelado en Piryatin. Creado para luchar contra el Levantamiento de Noviembre de 1831, el regimiento no logró salir de la ciudad de Piryatin. Tras la derrota del levantamiento, Hrebinka se retiró del ejército.
En 1834 se trasladó a San Petersburgo donde sirvió como profesor en escuelas militares, y publicó en Moscú Malorossiiskie prikazki («Pequeñas fábulas rusas») que, por su lenguaje vívido y puro, su ingenio, su estilo lacónico y su atención a los detalles etnográficos, figura entre las mejores colecciones de fábulas de la literatura ucraniana. Muchos de sus poemas líricos, como Una melodía ucraniana (1839), se convirtieron en canciones populares. Hrebinka es reconocido como uno de los principales representantes de la llamada «escuela ucraniana» de la literatura rusa. En junio de 1835, a través de Ivan Soshenko, se reunió con Tarás Shevchenko. En 1836, Hrebinka publicó su versión traducida de Poltava en lengua ucraniana.
Muchas de sus obras lingüísticas rusas incluyen temas ucranianos, como Historias de un piryatinés (1837), los poemas históricos Hetman Svirgovskii (1839) y Bogdan (1843), la novela El coronel de Nizhen, Zolotarenko (1842) y la novela Chaikovskii (1843). En 1843 escribió el poema «Ojos Negros», que más tarde se convertiría en una famosa canción rusa con el mismo nombre.
A partir de 1837, Hrebinka trabajó como profesor de lengua rusa en el Regimiento Noble, recopiló obras en lengua ucraniana y participó en la publicación de Anales de la Patria en los últimos años de la revista. Tras ser rechazado, compiló y publicó otro almanaque ucraniano, Lastôvka, en 1841. Tenía 382 páginas y contenía obras de muchos autores ucranianos famosos, junto con canciones populares ucranianas, proverbios populares y cuentos populares.
Hrebinka tuvo una buena relación con un joven artista y siervo, Tarás Shevchenko, y le ayudó a ponerse en contacto con miembros de la élite de San Petersburgo, que organizaron la liberación de Shevchenko de la servidumbre en 1838. También ayudó a publicar el Kobzar de Shevchenko en 1840. En 1840 Otechestvennye Zapiski publicó su novela Notas de un estudiante, mientras que Utrenneya zarya publicó la novela Wader. En 1842 escribió la novela Senya. En 1843 Hrebinka viajó a Járkov y junto con Tarás Shevchenko visitó a Tetyana Volkhovskaya en su mansión de Moisivka (cerca de Drabiv). Ese mismo año Otechestvennye Zapiski publicó su novela Chaikovsky con epígrafes extraídos de las obras de Shevchenko. En 1844 Hrebinka se casó con Maria Rostenberg y ese mismo año se publicó su otra novela: Doktor.
El 3 de diciembre de 1848, Hrebinka murió de tuberculosis en San Petersburgo a la edad de 36 años. Fue enterrado en su casa de Ubizhyshche.